# Espat d'Islàndia
L'espat d'Islàndia, en islandès: silfurberg; literalment «plata-roca», és una varietat transparent de calcita, o carbonat de calci cristal·litzat, originàriament provenia d'Islàndia, i es feia servir en demostracions de la polarització de la llum, (vegeu polarimetria). Es presenta en grans cristalls exfoliables fàcilment divisibles en rombs, i és remarcable la seva doble refracció. Històricament, aquest fenomen va ser estudiat en profunditat per Christiaan Huygens i Isaac Newton. George Stokes també ho estudià. William Nicol amb l'espat d'Islàndia i bàlsam del Canadà fabricà el prisma de Nicol a principi del segle xix.
És el polimorf més estable del carbonat de calci. Presenta la propietat òptica de la birefringència o doble refracció. Per a la longitud d'ona de ~590 nm té índexs de refracció ordinari i extraordinari de 1.658 i 1.486, respectivament.
Les mines que produeixen espat d'Islàndia inclou moltes mines que produeixen calcita i aragonita a més d'Islàndia també prové del desert de Sonora i a Santa Eulalia, Estat de Chihuahua, Mèxic i a Nou Mèxic, també a la República Popular de la Xina.

## Vikings

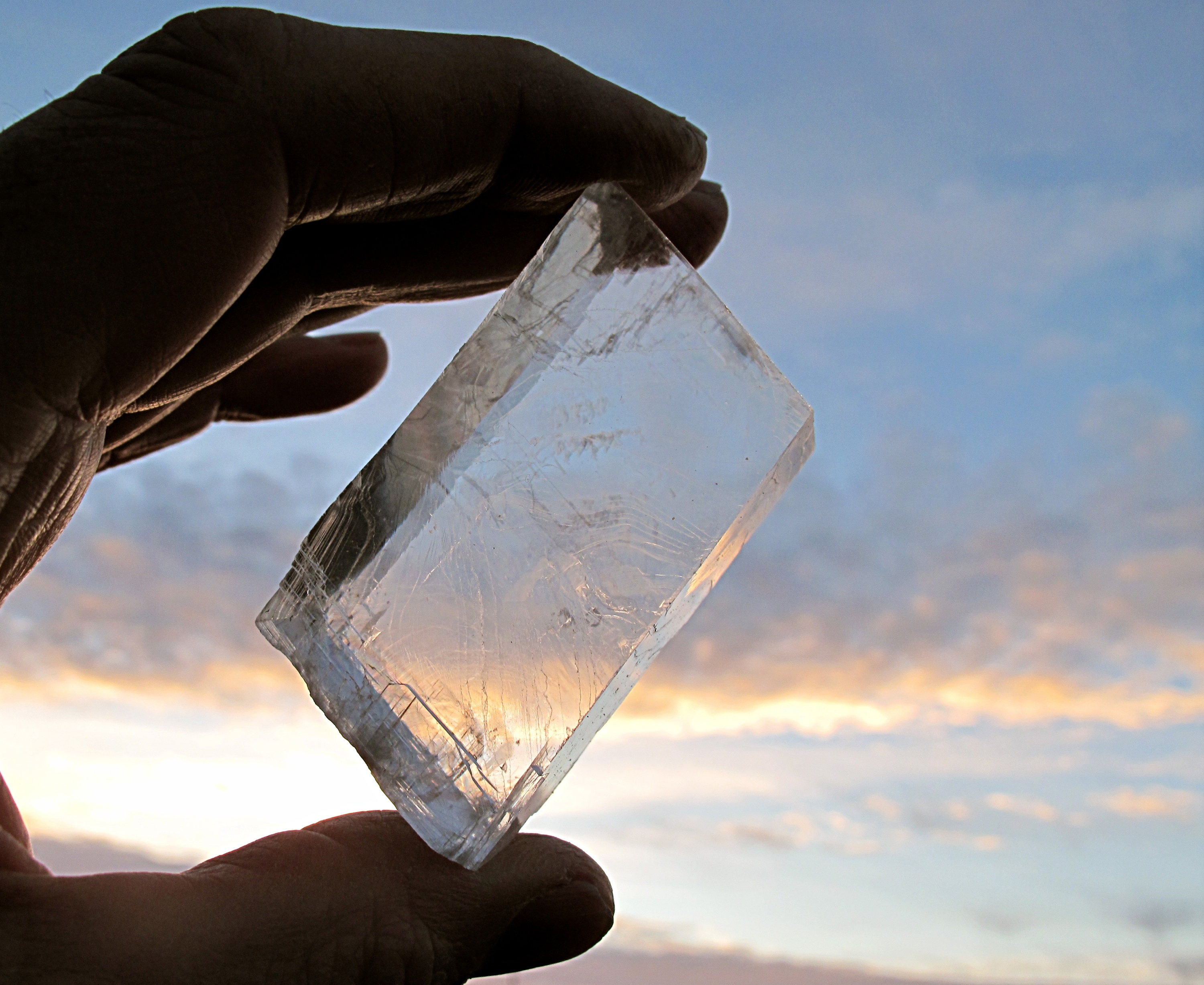
Mostra de mineral.

S'ha especulat que la pedra solar medieval (sólarsteinn dels vikings) mencionada en alguns textos medievals noruego-islandesos fos l'espat d'Islàndia i que els vikings la feien servir per conèixer la direcció del sol, mitjançant la llum polaritzada, en els dies ennuvolats per poder navegar. Aquesta teoria, tanmateix, és problemàtica per dues raons: no hi ha cap text medieval que esmenti l'ús dels sólarsteinar en aquest sentit i, en segon lloc, el mineral no es troba a Suècia o Noruega ni Dinamarca -només a Islàndia-. Ja que Islàndia fou descoberta el 870 i colonitzada en els decennis posteriors, els viquings no en pogueren disposar durant com a mínim de vuitanta a cent anys després de l'inici de les activitats viquingues, temps durant el qual haurien hagut de navegar per l'Atlàntic orientant-se amb l'ajut d'algun altre estri. En un únic text medieval aquesta pedra hi és emprada per a saber la posició del sol un dia de nevada intensa -i per tant, l'hora-; a la resta de textos no s'hi indica per què era emprada, però el fet que tots ells pertanyin a l'àmbit eclesiàstic (p.e., inventaris de béns d'esglésies islandeses dels segles XIV i XV) sembla indicar que la pedra s'emprava com a rellotge de sol de butxaca.
L'any 2007, Ramon Hegedüs de la Universitat Eötvös Loránd de Budapest, confirmà que la llum polaritzada de la llum solar en l'àrtic es pot detectar en condicions ennuvolades. Aquest informe va aparèixer a "Proceedings of the Royal Society". Sembla que era una forma d'orientació en la navegació abans de la invenció de la brúixola.